# Frictional Games
Frictional Games is een onafhankelijke ontwikkelaar van videospellen gesitueerd in de Zweedse stad Helsingborg. Ze zijn gespecialiseerd in horrorspellen. Ze staan echter ook open voor andere genres en concepten. Alle spellen van Frictional draaien op de door henzelf ontwikkelde HPL Engine.

## Ontwikkelde spellen
| Titel                         | Genre           | Platform                        | Uitgebracht | Uitgever            |
| ----------------------------- | --------------- | ------------------------------- | ----------- | ------------------- |
| Penumbra Tech Demo (Freeware) | Survival Horror | PC/Mac                          | 2006        | Paradox Interactive |
| Penumbra: Overture            | Survival Horror | PC/Mac                          | 30-03-2007  | Paradox Interactive |
| Penumbra: Black Plague        | Survival Horror | PC/Mac                          | 12-02-2008  | Paradox Interactive |
| Penumbra: Requiem (extensie)  | Survival Horror | PC/Mac                          | 27-08-2008  | Paradox Interactive |
| Amnesia: The Dark Descent     | Survival Horror | PC/Mac                          | 08-09-2010  | Frictional Games    |
| Amnesia: A Machine for Pigs   | Survival Horror | PC/Mac                          | 10-09-2013  | Frictional Games    |
| SOMA                          | Survival Horror | PC/PS4                          | 2015        | Frictional Games    |
| Amnesia: Rebirth              | Survival Horror | PC/PS4                          | 2020        | Frictional Games    |
| Amnesia: The Bunker           | Survival Horror | PC/PS4/Xbox one/Xbox Series X/S | 2023        | Frictional Games    |